# Straßenradsport-Weltmeisterschaften 1978
Die Straßenradsport-Weltmeisterschaften 1978 fanden am 23., 26. und 27. August statt. Die Einzelrennen für Profis und Amateure wurden auf dem Nürburgring in der Eifel und das Rennen für die Frauen sowie das Mannschaftszeitfahren auf einer Rundstrecke in Brauweiler bei Köln ausgetragen.
Aus Sicht der deutschen Gastgeber war das erfreulichste Resultat der Gewinn des Titels einer Straßenweltmeisterin durch die 17-jährige Brauweilerin Beate Habetz, die zudem bei den wenige Tage zuvor beendeten Bahn-Weltmeisterschaften Platz 4 im Sprint sowie Platz 6 in der Einerverfolgung belegt hatte. Sie profitierte von einem Zweikampf zwischen den starken niederländischen und italienischen Fahrerinnen und entschied das Rennen in ihrer Heimatstadt im Spurt für sich.
Bei den Profi-Fahrern hofften die deutschen Fans auf Dietrich Thurau, der ein erfolgreiches Jahr 1977 hinter sich hatte, auf dem Nürburgring aber lediglich 14. wurde, weil er in der vorletzten Runde durch einen Defekt viel Zeit verlor. Strömender Regen und der schwere Kurs sorgten dafür, dass bei Halbzeit des Rennens von 112 gestarteten Fahrern nur noch die Hälfte dabei war. Die Entscheidung zwischen den beiden Erstplatzierten Francesco Moser und Gerrie Knetemann war derart knapp, dass sich Moser zunächst als Sieger fühlte und erst ein Zielfoto Klarheit brachte.
Der Erfolg von Beate Habetz am Vormittag desselben Tages sorgte dafür, dass über 50 000 Zuschauer dem Mannschaftszeitfahren beiwohnten, so viel wie niemals zuvor. Insgesamt gingen 27 Teams an den Start, wo ein Sieg der sowjetischen Mannschaft erwartet wurde, die aber lediglich Platz 2 hinter den Niederlanden erreichte. Auf dem dritten Platz gelangte die Mannschaft der Schweiz, aus deren Reihen drei Tage später die Fahrer Gilbert Glaus und Stefan Mutter im Einzelrennen der Amateure Gold und Bronze errangen. Bester Deutscher im Rennen der Amateure wurde Uwe Bolten auf Platz 39.

## Resultate

### Frauen
Straßeneinzelrennen über 70,5 km
| Platz | Athletin               | Land | Zeit                    |
| ----- | ---------------------- | ---- | ----------------------- |
| 1     | Beate Habetz           | GER  | 1:45:02 h (40,272 km/h) |
| 2     | Keetie van Oosten-Hage | NED  | gleiche Zeit            |
| 3     | Emanuella Lorenzon     | ITA  | gleiche Zeit            |

### Männer (Profis)
Straßeneinzelrennen über 273,6 km (12 Runden à 22,8 km)
| Platz | Athlet           | Land | Zeit                    |
| ----- | ---------------- | ---- | ----------------------- |
| 1     | Gerrie Knetemann | NED  | 7:32:04 h (36,329 km/h) |
| 2     | Francesco Moser  | ITA  | gleiche Zeit            |
| 3     | Jørgen Marcussen | DEN  | + 0:20 min              |

### Männer (Amateure)
Straßeneinzelrennen über 182,480 km (8 Runden à 22,8 km)
| Platz | Athlet          | Land | Zeit                    |
| ----- | --------------- | ---- | ----------------------- |
| 1     | Gilbert Glaus   | SUI  | 4:41:47 h (38,855 km/h) |
| 2     | Krzysztof Sujka | POL  |                         |
| 3     | Stefan Mutter   | SUI  |                         |

Mannschaftszeitfahren über 100 km
| Platz | Land | Athleten                                                                  | Zeit                    |
| ----- | ---- | ------------------------------------------------------------------------- | ----------------------- |
| 1     | NED  | Bert Oosterbosch/Jan van Houwelingen/ Guus Bierings/Bart van Est          | 1:59:51 h (49,161 km/h) |
| 2     | URS  | Aavo Pikkuus/ Uladsimir Kaminski/ Algimantas Guzevičius/Wladimir Kusnezow | 2:01:00 h               |
| 3     | SUI  | Gilbert Glaus/Stefan Mutter/ Richard Trinkler/Kurt Ehrensperger           | 2:01:29 h               |